# İlber Ortaylı
İlber Ortaylı (né le 21 mai 1947 à Bregenz, en Autriche) est un universitaire turc d'origine tatare de Crimée. Professeur d'histoire à l'université Galatasaray d'Istanbul et à l'Université Bilkent à Ankara, il tient un rôle important dans la vie intellectuelle turque.

## Biographie
Fils d'une famille tatare de Crimée ayant fui les persécutions et les déportations de Staline, il nait dans un camp de réfugiés en Autriche. İlber et sa famille s'installeront en Turquie en 1949. Largement connu pour être polyglotte, il parle, en plus du turc,  l’ottoman, le tatar, l’arabe, le français, l’allemand, l’anglais, le russe, le perse, l’italien, le latin, le grec, le slovaque, le roumain, le serbe, le croate et le bosnien,.  

## Travaux
Il a publié des articles sur l'histoire russe et ottomane, particulièrement sur les villes, l'histoire de l'administration publique, de la diplomatie, de la culture et de la vie intellectuelle. 

## Distinctions
- Officier de l'Ordre des Arts et des Lettres (13 octobre 2011)[2]
- Türkiye Cumhurbaşkanlığı Kültür ve Sanat Büyük Ödülleri (tr)(Grands Prix présidentiels de la culture et des arts de la Turquie), 29 octobre 2017[3],[4]
- Médaille Pouckine(2007)[5]
- Prix Lazio entre l'Europe et la Méditerranée(2006)[6]

## Livres
- Tanzimat'tan Sonra Mahalli İdareler, 1840-1878 (L'administration provinciale après le Tanzimat, 1840-1878) (1974)
- Türkiye'de Belediyeciliğin Evrimi (L'évolution de la municipalité en Turquie; avec Ilhan Tekeli, 1978)
- Türkiye İdare Tarihi (L'histoire administrative de la Turquie) (1979)
- Osmanlı İmparatorluğunda Alman Nüfuzu (L'influence allemande dans l'Empire ottoman) (1980)
- Gelenekten Geleceğe (De la tradition au futur) (1982)  (ISBN 9789752636811)
- İmparatorluğun En Uzun Yüzyılı (Le siècle le plus long de l'Empire) (1983)  (ISBN 9789754707458)
- Tanzimat'tan Cumhuriyet'e Yerel Yönetim Geleneği (La tradition de l'administration locale, du Tanzimat à la République) (1985)
- İstanbul'dan Sayfalar (Pages d'Istanbul) (1986)
- Studies on Ottoman Transformation (Études sur la transformation ottomane) (1994)  (ISBN 9789754280616)
- Hukuk ve İdare Adamı Olarak Osmanlı Devletinde Kadı (Le cadi comme personne du droit et de l'administration dans l'Empire ottoman) (1994)  (ISBN 9789757425304)
- Türkiye İdare Tarihine Giriş (Introduction à l'histoire de l'administration turque) (1996)  (ISBN 9789757425427)
- Osmanlı Aile Yapısı (Structures familiales dans l'Empire ottoman) (2000)
- Osmanlı İmparatorluğu'nda İktisadi ve Sosyal Değişim (Le changement économique et social dans l'Empire ottoman) (2001)  (ISBN 9789756809044)
- Osmanlı Barışı (La paix ottomane) (2004)  (ISBN 9789756571507)
- Osmanlı’yı Yeniden Keşfetmek (La redécouverte de l'Empire ottoman) (2006)  (ISBN 9789752633711)
- Kırk Ambar Sohbetleri (Conversations de Kırk Ambar) (2006)  (ISBN 9789944963008)
- Eski Dünya Seyahatnamesi (Récit de voyage du Vieux Monde) (2007)  (ISBN 9789944963169)

## Source
- (en) Cet article est partiellement ou en totalité issu de l’article de Wikipédia en anglais intitulé « İlber Ortaylı » (voir la liste des auteurs).